# Élections municipales partielles françaises de 2007
Huit élections municipales partielles ont lieu en 2007 en France.

## Élections

### Liverdun(Meurthe-et-Moselle)
- Maire sortant : Didier Bianchi PS)
- Maire élu : Jean-Pierre Huet (DVG)

- Contexte : Décès du maire sortant.

|                | Jean-Pierre Huet | DVG            | 1 171 | 55,87  | 23 |  |  |  |
|                | Joël Wallon      | UMP            | 925   | 44,13  | 6  |  |  |  |
|                |                  |                |       |        |    |  |  |  |
| Inscrits       | Inscrits         | Inscrits       | 4 422 | 100,00 |    |  |  |  |
| Abstentions    | Abstentions      | Abstentions    | 2 266 | 51,24  |    |  |  |  |
| Votants        | Votants          | Votants        | 2 156 | 48,76  |    |  |  |  |
| Blancs ou nuls | Blancs ou nuls   | Blancs ou nuls | 60    | 2,78   |    |  |  |  |
| Exprimés       | Exprimés         | Exprimés       | 2 096 | 97,22  |    |  |  |  |

### Sainte-Luce-sur-Loire(Loire-Atlantique)
- Maire sortant : Pierre Brasselet (DVD)
- Maire élu : Bernard Aunette (PS)

- Contexte : Démission de plus d'un tiers des membres du conseil municipal puis du maire sortant.

| Tête de liste           | Tête de liste        | Liste          | Premier tour | Premier tour | Second tour | Second tour | Sièges | Sièges |
| Tête de liste           | Tête de liste        | Liste          | Voix         | %            | Voix        | %           | CM     |        |
| ----------------------- | -------------------- | -------------- | ------------ | ------------ | ----------- | ----------- | ------ | ------ |
|                         | Marie-Edith Lemaître | DVD            | 1 836        | 40,08        | 2 128       | 43,71       | 7      |        |
| Sainte-Luce toujours    |                      |                | 1 836        | 40,08        | 2 128       | 43,71       | 7      |        |
|                         | Bernard Aunette      | PS-PCF-PRG     | 1 779        | 38,83        | 2 740       | 56,28       | 26     |        |
| Sainte-Luce avance      |                      |                | 1 779        | 38,83        | 2 740       | 56,28       | 26     |        |
|                         | Patrick Cotrel       | LV             | 966          | 21,09        | 2 740       | 56,28       | 26     |        |
| Sainte-Luce Harmonicité |                      |                | 966          | 21,09        | 2 740       | 56,28       | 26     |        |
|                         |                      |                |              |              |             |             |        |        |
| Inscrits                | Inscrits             | Inscrits       | 8 918        | 100,00       | 8 918       | 100,00      |        |        |
| Abstentions             | Abstentions          | Abstentions    | 4 158        | 46,62        | 3 920       | 43,96       |        |        |
| Votants                 | Votants              | Votants        | 4 760        | 53,37        | 4 998       | 56,04       |        |        |
| Blancs ou nuls          | Blancs ou nuls       | Blancs ou nuls | 179          | 3,76         | 130         | 2,60        |        |        |
| Exprimés                | Exprimés             | Exprimés       | 4 581        | 96,24        | 4 868       | 97,40       |        |        |

### Hallennes-lez-Haubourdin(Nord)
Cette élection s'est jouée en un tour le 23 septembre 2007.
Maire sortant : Patrick Genelle
- Suzanne Heusdens    DVG    27,7 %
- André Pau           DVD    55,6 %
- Véronique Genelle   DVD    16,7 %

### L'Isle-d'Abeau(Isère)
- Maire sortant : Alain Rossot (DVD)
- Maire élu : André Colomb-Bouvard (PS)

- Contexte : Démission du maire sortant et de plus d'un tiers des membres du conseil municipal.

| Tête de liste            | Tête de liste        | Liste          | Premier tour | Premier tour | Second tour | Second tour | Sièges | Sièges |
| Tête de liste            | Tête de liste        | Liste          | Voix         | %            | Voix        | %           | CM     |        |
| ------------------------ | -------------------- | -------------- | ------------ | ------------ | ----------- | ----------- | ------ | ------ |
|                          | André Colomb-Bouvard | PS             | 1 487        | 37,45        | 1 850       | 46,87       | 25     |        |
|                          | Alain Rossot *       | PRG            | 1 178        | 29,67        | 1 287       | 32,61       | 5      |        |
|                          | Frantz Devigne       | DVD            | 795          | 20,02        | 810         | 20,52       | 3      |        |
|                          | Rose-Héléne Fontaine | DVG            | 511          | 12,87        |             |             |        |        |
|                          |                      |                |              |              |             |             |        |        |
| Inscrits                 | Inscrits             | Inscrits       | 7 763        | 100,00       | 7 763       | 100,00      |        |        |
| Abstentions              | Abstentions          | Abstentions    | 3 606        | 46,45        | 3 722       | 47,95       |        |        |
| Votants                  | Votants              | Votants        | 4 157        | 53,55        | 4 041       | 52,05       |        |        |
| Blancs ou nuls           | Blancs ou nuls       | Blancs ou nuls | 186          | 4,47         | 94          | 2,33        |        |        |
| Exprimés                 | Exprimés             | Exprimés       | 3 971        | 95,53        | 3 947       | 97,67       |        |        |
| * Liste du maire sortant |                      |                |              |              |             |             |        |        |

### Genas(Rhône)
- Maire sortant : Michel Loeï (UMP)
- Maire réélu : Michel Loeï (UMP)

- Contexte : Démission de plus d'un tiers des membres du conseil municipal.

| Tête de liste                            | Tête de liste         | Liste          | Premier tour | Premier tour | Second tour | Second tour | Sièges  | Sièges |
| Tête de liste                            | Tête de liste         | Liste          | Voix         | %            | Voix        | %           | CM      |        |
| ---------------------------------------- | --------------------- | -------------- | ------------ | ------------ | ----------- | ----------- | ------- | ------ |
|                                          | Michel Bonnefois      | UMP            | 1 405        | 29,49        | 1 648       | 34,96       | 6       |        |
| Gérons ensemble notre avenir sereinement |                       |                | 1 405        | 29,49        | 1 648       | 34,96       | 6       |        |
|                                          | Michel Loeï *         | UMP            | 1 293        | 27,14        | 1 813       | 38,46       | 23      |        |
| Genas avant tout                         |                       |                | 1 293        | 27,14        | 1 813       | 38,46       | 23      |        |
|                                          | Jean-Baptiste Ducatez | PS             | 975          | 20,46        | 1 253       | 26,58       | 4       |        |
| Genas pour tous                          |                       |                | 975          | 20,46        | 1 253       | 26,58       | 4       |        |
|                                          | Robert de Vaujany     | DVD            | 843          | 17,69        | Retrait     | Retrait     | Retrait |        |
|                                          | Henri Demuyter        | UMP            | 248          | 5,20         |             |             |         |        |
|                                          |                       |                |              |              |             |             |         |        |
| Inscrits                                 | Inscrits              | Inscrits       | 8 427        | 100,00       | 8 427       | 100,00      |         |        |
| Abstentions                              | Abstentions           | Abstentions    | 3 574        | 42,41        | 3 645       | 43,25       |         |        |
| Votants                                  | Votants               | Votants        | 4 853        | 57,59        | 4 782       | 56,75       |         |        |
| Blancs ou nuls                           | Blancs ou nuls        | Blancs ou nuls | 89           | 1,83         | 68          | 1,42        |         |        |
| Exprimés                                 | Exprimés              | Exprimés       | 4 764        | 98,16        | 4 714       | 98,58       |         |        |
| * Liste du maire sortant                 |                       |                |              |              |             |             |         |        |

### Carling(Moselle)
En deux tours: 27 février et 4 mars 2007.
Maire sortant : Gaston Adier
1er tour :
- Isabelle Crapanzano  PS  13,5 %
- Lucien Kirchman      UMP 26 %
- Pascal Faltot        DVD 20,3 %
- Gaston Adier         DVD 40,3 %

2e tour :
- Isabelle Crapanzano  PS  11,5 %
- Lucien Kirchman      UMP 31,6 %
- Pascal Faltot        DVD 15,35 %
- Gaston Adier         DVD 41,3 %

### Terville(Moselle)
En un tour : 27 février 2007.
Maire sortant : Patrick Luxembourger
1er tour :
- Pierre Le Lay PCF  10,1 %
- Thiery Dosch  PS   15,7 %
- Patrick Luxembourger DVD 74,2 %

### Romainville(Seine-Saint-Denis)
En 2 tours : 11 et 18 février 2007.
Maire sortant : Corinne Valls
1er tour :
- Jean-Marie Doussain PCF  33,3 %
- Corinne Valls      DVG  46,8 %
- André Boue         UMP  11,9 %
- Gilles Barial      FN   8 %

2e tour :
- Jean-Marie Doussain PCF  35,3 %
- Corinne Valls      DVG  50,8 %
- André Boue         UMP  13,9 %